# Alex & Co.
Alex & Co. is een Italiaanse televisieserie die wordt uitgezonden op Disney Channel. De serie begon op 11 mei 2015 en werd gemaakt door Marina Efron Versiglia. De serie telt momenteel drie seizoenen en 52 afleveringen.
Vanaf 22 november 2015 was het te zien in Nederland en België.

## Verhaal
De veertien- of vijftienjarige jongen Alex begint met zijn beste vrienden Nicole en Christian op de middelbare school. Zij ontmoeten Emma en Sam die eveneens met de school beginnen. De vijf studenten worden beste vrienden, maar er zijn ook onvriendelijke studenten op de school zoals Linda, Tom en Barto.

## Rolverdeling
- Leonardo Cecchi als Alex Leoni
- Beatrice Vendramin als Emma Ferrari
- Eleonora Gaggero als Nicole de Ponte
- Federico Russo als Sam Costa
- Saul Nanni als Christian Alessi

- Roberto Citran als rector Ferrari[1]
- Debora Villa als Nina[1]
- Nicola Stravalaci als professor Strozzi[1]
- Michele Cesari als professor Belli[1]

- Giulia Guerrini als Rebecca[1]
- Lucrezia Roberta Di Michele als Linda[1]
- Asia Corvino als Samantha[1]
- Anis Romdhane als Barto[1]
- Daniele Rampello als Tom[1]

## Afleveringen
| Seizoen  | Afleveringen | Uitgezonden       | Uitgezonden      | Uitgezonden      | Uitgezonden      |
| Seizoen  | Afleveringen | Start seizoen     | Seizoensfinale   | Start seizoen    | Seizoensfinale   |
| -------- | ------------ | ----------------- | ---------------- | ---------------- | ---------------- |
| 1        | 13           | 11 mei 2015       | 27 mei 2015      | 22 november 2015 | 14 februari 2016 |
| 2        | 18           | 27 september 2015 | 29 november 2015 | 17 juli 2016     | 6 november 2016  |
| 3        | 10           | 24 september 2016 | 22 oktober 2016  | 14 oktober 2017  | 12 november 2017 |
| 3        | 10           | 21 januari 2017   | 18 februari 2017 | 18 november 2017 | 17 december 2017 |
| Specials | 4            | 26 juni 2017      | 29 juni 2017     |                  |                  |